# Momerstroff
Momerstroff település Franciaországban, Moselle megyében. Lakosainak száma 297 fő (2022. január 1.). Momerstroff Boulay-Moselle, Brouck, Denting, Helstroff, Narbéfontaine és Niedervisse községekkel határos.

## Népesség
A település népességének változása:
| Lakosok száma | 183  | 189  | 203  | 272  | 286  | 283  | 285  | 297  | 297  | 297  |
|               | 1968 | 1982 | 1990 | 2006 | 2013 | 2015 | 2017 | 2019 | 2020 | 2022 |